# كلارنس فولك
كلارنس فولك (بالإنجليزية: Clarence Faulk)‏ هو شخصية أعمال وصحفي أمريكي، ولد في 9 يناير 1909 في ويست مونرو في الولايات المتحدة، وتوفي في 5 مارس 2010 في روستون في الولايات المتحدة.